# Ковыльный (Ульяновская область)
Ковыльный — посёлок в Мелекесского района Ульяновской области. Входит в состав Новосёлкинского сельского поселения.

## История
Основан в 1929 году, как третье отделение совхоза имени Крупской (ныне п. Новосёлки).
В 1986 г. указом ПВС РСФСР посёлок отделения № 3 совхоза имени Крупской переименован в Ковыльный.

## Население
| 2010 |
| ---- |
| 323  |